# Медолюб строкатий
Медолюб строкатий (Certhionyx variegatus) — вид горобцеподібних птахів родини медолюбових (Meliphagidae).

## Поширення
Ендемік Австралії. Поширений спорадично у пустелях та напівпустелях, переважно у центральних та південних регіонах.

## Опис
Дрібний птах, завдовжки 15-20 см, з розмахом крил — 25-29 см, вагою 27 г. Він має довгий вигнутий дзьоб і невелику блідо-блакитну ділянку оголеної шкіри під оком, напівкруглої форми у самців і дугоподібниої у самиць і неповнолітніх. Самці чорно-білі — мають чорну голову, шию і верхні частини, білі надхвістя і хвіст з чорними кінчиками, чорні крила з білою смужкою та білу нижню частину. Самки коричневі у верхній частині, з сіро-білим підборіддям, білуватими прожилками і темно-коричневими плямами на грудях, білою нижньою частиною та білою смугою по краях вторинних криючих крил.

## Спосіб життя
Мешкає в посушливих і напівпосушливих районах, на піщаних пагорбах внутрішніх рівнин, гранітних формаціях, а також піщаних прибережних пагорбах Західної Австралії. Він відвідує ділянки чагарників і гаїв. Раціон складається, в основному, з нектару, але птах також їсть комах, іноді фрукти та насіння. Сезон розмноження триває з червня по листопад. Кладка складається з 1-3, які висиджуються впродовж 14 днів.